# Szakács Józsefné
Szakács Józsefné (született: Mészáros Magda) (Jászfényszaru, 1923. augusztus 14. – Gyöngyös, 2012. november 3.) magyar hímző, népi iparművész.

## Élete
1923. augusztus 14-én Jászfényszarun született Mészáros Pál és Futó Ilona gyermekeként. A gyermekkorát a Jászságban töltötte. Később a család a „Palóc földre” költözött, Nógrád megyébe, Homokterenyére.
Itt figyelt föl a tiszta-paraszti környezet szépségeire, a népi paraszti kultúra tárgyaira. Már itt elkezdte gyűjteni és lehímezni a régi lakástextileken talált mintákat. Minden hímzésfajta érdekelte.
1942-ben ment férjhez Vámosgyörkre. Itt kezdte meg közéleti tevékenységét a hímzés mellett. A helyi kultúrházban vezetett színjátszó csoportot, színdarabokat írt és rendezett, amelyeket sikeresen színpadra tűztek. A helybéli asszonyokat hímezni tanította.
Gyöngyös-Mátrafüredre 1956-ban költöztek erős asztmája miatt. Betegsége miatt főállást nem vállalhatott, így életét a népi hagyományok ápolásának szentelte. Az Egri Háziipar részlegvezetője lett, ami azt jelentette, hogy ő gyűjtötte össze és ő felelt a Gyöngyös környéki bedolgozók munkáiért.
Gyűjtőszenvedélye ekkor sem csillapodott, visszajárt gyűjtőutakra a régi lakhelyére és környékére Nógrád megyébe. A gyűjtemény egyre csak gyarapodott, s több néprajzos javaslatára 1980-ban állandó kiállítás lett belőle. Így a nyilvánosság számára hozzáférhetővé vált ez a szép, értékes palóc textilanyag, amely közel 1500 darabosra nőtt. Saját lakásán üzemeltette évekig a kiállítást. A Néprajzi Múzeum és az Egri Vármúzeum védetté nyilvánította a gyűjteményt és a Művelődési Minisztérium Működési engedélyével üzemelt ezután. Nagyon sok különleges darabból álló kollekciót ajándékozott ekkor a Néprajzi Múzeumnak, a Hatvani Múzeumnak és a Dobó István Vármúzeumnak. A megmaradt textilanyag került kiállításra Mátrafüreden.
Közben elvégezte a szakkörvezetői tanfolyamot és folyamatosan zsűriztette hímzéseit. Nemsokára meg is kapta a Népi Iparművész címet.
Mátrafüreden, majd Gyöngyösön vezetett nagy létszámú hímző szakkört. Gyermek foglalkozásokat vállalt. (Gyöngyösi Berze Nagy János Gimnázium, mátrafüredi Általános Iskola, gyöngyösi 2. sz. Általános Iskola.) Heti rendszerességgel tartott TIT előadásokat a palóc népművészetről, hímzéskultúráról.
A gyöngyösi Mátra Művelődési Központban a mai napig működik az általa alapított hímző szakkör. Hímzéseivel országos pályázatokon részt vett, I.-II. díjat kapott. Az utóbbi időben – idős kora és betegsége miatt – már nem tud pályázni, de a gyűjtemény kiállításán még mindig aktív hagyományőrző munkát folytat. Az év minden napján fogadja a látogatókat az unokájával együtt fenntartott „Palóc Néprajzi Magángyűjtemény” kiállításán, s még erőt, fáradtságot nem sajnálva előadásokat, bemutatókat tart a vendégek részére. Nagyon sok fiatalnak, főiskolásnak, középiskolásnak segítséget nyújt szakdolgozatának elkészítéséhez, néprajzi órák tartását vállalja.
Unokáját, Lovászné Juhász Ritát megtanította a hímzés, a hagyományőrzés szeretetére, aki folytatja, átveszi majd ezt az örökséget, biztosítva így a gyűjtemény továbbélését.